# Titiana Mihali
Titiana Mihali (n. 29 noiembrie 1950, Borșa, județul Maramureș – d. 11 septembrie 1991, Sighetu Marmației) a fost o interpretă de muzică tradițională din Maramureș. A fost supranumită Privighetoarea Maramureșului.

## Biografie
A fost primul copil dintre cei zece ai familiei Gavrilă și Maria Mihali Rădăcină.
La vârsta de 17 ani a fost angajată la Ansamblul „Maramureșul” din Baia Mare și colaborează și cu Ansamblul „Cercănelul” din Borșa.
În 1963 Titiana Mihali participă la un festival internațional de folclor la Dijon, în Franța unde primește „Colierul de Aur”, trofeu care i-a fost înmânat chiar de către președintele Franței de atunci, Charles de Gaulle. Mai târziu participă la un festival în Polonia, unde este premiată cu Cheia de Aur și Cupa de Cristal. De asemenea, participă la turnee peste tot in lume: Macedonia, Norvegia, Egipt, Sudan etc.
În 1968, face primele înregistrări la Radio România cu taraful ceterașului Gheorghe Covaci (zis Cioată) din Vadu Izei.
Titiana se căsătorește la vârsta de 27 de ani cu un căpitan de vas din localitatea Țăndărei, județul Ialomița, căruia îi dăruiește o fetiță pe nume Titienuca. În anul 1981, la întoarcerea dintr-un turneu din Europa și Orient, artista află că fetița ei de doar trei ani a decedat și a fost îngropată de două saptămâni. Din acel moment, Titiana s-a schimbat radical, inclusiv pe plan artistic, iar muzica ei plină de veselie se transformă, într-una plină de tristețe.
După acest eveniment, Titiana și soțul ei mai fac doi copii: Aura si Auraș. La un an după moartea fetiței, Titiana este invitată de către realizatorul TV Tudor Vornicu într-o emisiune, însă pe platourile de filmare suferă un preinfarct și este dusă de urgență la Spitalul Fundeni din București, unde a fost operată pe cord deschis.
În anul 1989, artista divorțează și se întoarce acasă în Maramureș, unde devine profesoară de canto la Școala Populară de Artă din Sighetu Marmației. La 11 septembrie 1991, Titiana Mihali se stinge din viață la vârsta de doar 41 de ani. Inițial a fost înmormântată la Borșa dar, din respect pentru dorința sa de a fi înmormantată lângă fiica ei, frații acesteia o mută la Țăndărei, iar după 14 ani, în anul 2005, aceștia o readuc la Borșa.
Privighetoarea cântecului popular maramureșean a avut un destin tragic comparat de către oamenii de folclor cu cel al lui Edith Piaf.

### Cântece cunoscute:[5]
- Mireasă, cununa ta;
- Cobor oile la vale;
- Du-te, dorule, în lume;
- Coborâi din deal în vale;
- Cine bea apă din vad;
- Rămâne lumea de mine;
- N-am crezut că pot ajunge;
- La Sfântă Măria Mare;
- Bine-mi pare c-o plouat;

## In memoriam
În amintirea sa, la propunerea Ministerului Culturii, Cultelor și a Patrimoniului Național, la Borșa se organizează un festival de muzică populară care îi poartă numele. Post-mortem i s-a acordat Titlul de Cetățean de Onoare al orașului Borșa.